# Ashland megye (Wisconsin)
Ashland megye az Amerikai Egyesült Államokban, azon belül Wisconsin államban található. Megyeszékhelye és legnagyobb városa Ashland. Lakosainak száma 16 027 fő (2020. április 1.). Ashland megye Iron, Price, Sawyer, Bayfield, Lake, Cook, Ontonagon és Gogebic megyékkel határos.

## Népesség
A megye népességének változása:
| Lakosok száma | 16 169 | 16 086 | 15 942 | 16 016 | 15 843 | 16 027 |
|               | 2010   | 2011   | 2012   | 2013   | 2015   | 2020   |